# Korguéreya
Korguéreya (également orthographié Korguaya) est une commune rurale située dans le département de Gomboussougou de la province du Zoundwéogo dans la région Centre-Sud au Burkina Faso.

## Géographie
Korguéreya se trouve à 4 km à l'est de Goyenga et de la route nationale 29.

## Santé et éducation
Le centre de soins le plus proche de Korguéreya est le centre de santé et de promotion sociale (CSPS) de Gon Boussougou tandis que le centre médical (CMA) le plus proche se trouve à Manga. Le village possède une école primaire.